# Cambridge United F.C.
Câu lạc bộ bóng đá Cambridge United là một câu lạc bộ bóng đá chuyên nghiệp đến từ thành phố Cambridge, Cambridgeshire, Anh. Đội thi đấu ở League One - cấp độ 3 trong hệ thống các giải bóng đá Anh. Hiện sân nhà của đội bóng là Sân vận động Abbey trên đường Newmarket Road, khoảng 1,86 dặm (3 km) về phía đông của trung tâm thành phố Cambridge. Sân vận động có sức chứa 7.937, được tạo thành từ các khu vực bậc thang và chỗ ngồi.
Câu lạc bộ được thành lập vào năm 1912 với tên gọi Abbey United, và lấy tên là Cambridge United vào năm 1951. Đội đã chơi ở các giải đấu nghiệp dư địa phương và tham gia Southern League sau khi kết thúc với tư cách là á quân của Eastern Counties League mùa giải 1957-58. Dưới sự quản lý của Bill Leivers, đội đã lên ngôi vô địch Southern League Premier Division vào các mùa giải 1968-69 và 1969-70, giúp giành quyền vào Football League năm 1970. Đội đã giành quyền thăng hạng khỏi giải Fourth Division mùa giải 1972-73, nhưng ngay lập tức bị xuống hạng. Đội đã giành được chức vô địch Fourth Division mùa giải 1976-77, và sau đó được thăng hạng khỏi Third Division vào mùa giải tiếp theo. Đội ở lại Second Division trong sáu mùa giải, trước khi bị xuống hạng liên tiếp.
Huấn luyện viên John Beck đã dẫn dắt United thăng hạng khỏi Fourth Division thông qua play-off vào năm 1990 và sau đó là chức vô địch Third Division vào mùa giải 1990-91, với việc câu lạc bộ lọt vào vòng play-off của Second Division mùa giải tiếp theo. Hai lần xuống hạng trong ba năm khiến Cambridge trở lại hạng tư, trước khi thăng hạng được đảm bảo vào cuối mùa giải 1998-99. Đội tham gia Conference năm 2005, sau hai lần xuống hạng trong bốn mùa giải, và ở lại trong chín mùa giải. Đội đã về nhì với vị trí á quân của Conference ba lần, nhưng bị đánh bại trong trận chung kết play-off các năm 2008 và 2009, trước khi giành quyền thăng hạng sau khi giành chiến thắng trong  trận chung kết play-off 2014.
Mặc dù câu lạc bộ thường mặc trang phục sân nhà màu hổ phách và màu đen, nhưng câu lạc bộ đã thử nghiệm một số thiết kế áo đấu bao gồm màu hổ phách trơn với viền đen, màu hổ phách và ô vuông đen, sọc và hổ phách với sổ đen. Câu lạc bộ có liên kết chặt chẽ với Cambridge Regional College, một đội hoạt động như một đội dự bị trên thực tế từ năm 2006 đến năm 2014. Cambridge United Community Trust thực hiện rất nhiều công việc từ thiện trong cộng đồng địa phương.

## Lịch sử

### Thành lập và những năm đầu
Câu lạc bộ được thành lập vào năm 1912 với tên gọi Abbey United, được đặt tên theo quận Abbey của Cambridge. Một câu lạc bộ tên là Cambridge United đã tồn tại ở Cambridge từ năm 1909, nhưng nó không được liên kết với câu lạc bộ tồn tại ngày nay. Câu lạc bộ đã chơi ở các giải nghiệp dư địa phương trong nhiều năm đầu, di chuyển từ mặt đất này sang mặt đất khác xung quanh Cambridge trước khi đóng quân tại Sân vận động Abbey. Năm 1949, câu lạc bộ chuyển sang chuyên nghiệp, và đổi tên thành Cambridge United vào năm 1951. Đội chơi ở giải Eastern Counties League cho đến khi kết thúc với vị trí á quân vào năm 1957-58, và được thăng hạng lên Southern League. Ba năm sau, Cambridge United lên đến Premier Division của Southern League.

### Kỉ nguyên First League: 1970-2005

Thứ hạng kể từ khi được bầu chọn

Sau khi được bầu vào Football League năm 1970, để thay thế Bradford (Park Avenue), câu lạc bộ đã được thăng hạng từ Fourth Division sau ba mùa giải, nhưng lại xuống hạng trở lại.
Sau khi bổ nhiệm Ron Atkinson làm huấn luyện viên, Cambridge đã giành được những suất thăng hạng liên tiếp, đưa đội lên Second Division năm 1978 - chỉ 8 năm sau khi gia nhập Football League. Atkinson đã đến West Bromwich Albion, một câu lạc bộ First Division, vào tháng 1 năm 1978, và được kế nhiệm bởi John Docherty, người trải qua lần thăng hạng thứ hai.
Cambridge đạt đỉnh ở vị trí thứ 8 tại Second Division năm 1980. Tuy nhiên, một mùa giải 1983-84 tồi tệ (lập kỷ lục giải đấu cho hầu hết các trận liên tiếp không thắng, 31, bị vượt qua bởi Derby County năm 2008) được theo sau bởi sự xuống hạng tiếp theo ở mùa giải 1984-85 (cân bằng kỷ lục giải đấu khi đó để thua nhiều nhất trong một mùa giải, 33). Những lần xuống hạng liên tiếp này, cũng ảnh hưởng tiêu cực đến tình hình tham dự cũng như tài chính của câu lạc bộ, đưa Cambridge trở lại Fourth Division, giải đấu chuyên nghiệp thấp nhất của bóng đá Anh vào thời điểm đó. Đội đã phải nộp đơn tái tranh cử trong mùa giải đầu tiên trở lại Fourth Division, và việc thăng hạng không thể xảy ra trong bốn năm tiếp theo.
Đầu những năm 1990 là thời kỳ thành công nhất của the U's. Ngay sau khi bổ nhiệm huấn luyện viên mới John Beck, câu lạc bộ đã giành chiến thắng trong lần đầu tiên xuất hiện với tư cách là một câu lạc bộ chuyên nghiệp tại Sân vận động Wembley, trận chung kết play-off Fourth Divisionvào tháng 5 năm 1990, giúp đội bóng thăng hạng Third Division - lần thăng hạng đầu tiên của câu lạc bộ trong 12 năm. Dion Dublin ghi bàn thắng duy nhất trong trận đấu với Chesterfield. Dưới thời Beck, United đã thăng hạng từ Fourth Division và đã lọt vào tứ kết Cúp FA năm 1990, rồi lại lọt vào vòng tứ kết một năm sau đó, và vô địch Third Division năm 1991. United lọt vào play-off năm 1992, sau khi xếp thứ 5 ở Second Division, nhưng đã thất bại trong nỗ lực trở thành thành viên sáng lập của Premier League. Đây là giải đấu cuối cùng cao nhất của câu lạc bộ cho đến nay. Mùa giải tiếp theo, câu lạc bộ sa thải John Beck và bị xuống hạng khỏi giải First Division mới. Hai mùa giải sau đó đội tiếp tục xuống hạng. United trở lại Division Two nhưng bị xuống hạng vào năm 2002 mặc dù đã thi đấu thành công tại Football League Trophy nơi chứng kiến đội vào chung kết thua 1-4 trước Blackpool tại Sân vận động Thiên niên kỷ ở Cardiff.
Năm 2005, sau 35 năm tham gia Football League, Cambridge United đã bị xuống hạng Football Conference. Điều này kéo theo những khó khăn về tài chính và câu lạc bộ đã nộp đơn xin phá sản vào ngày 29 tháng 4. Vào ngày 22 tháng 7 năm 2005, câu lạc bộ đã rút đơn xin phá sản với một thỏa thuận được ký với HM Revenue and Customs vào giờ thứ 11 sau sự can thiệp của bộ trưởng thể thao khi đó là Richard Caborn. Cambridge đã bán Sân vận động Abbey vào đầu mùa giải với giá 1,9 triệu bảng Anh để giữ cho câu lạc bộ tồn tại.

### Tại Conference: 2005-2014

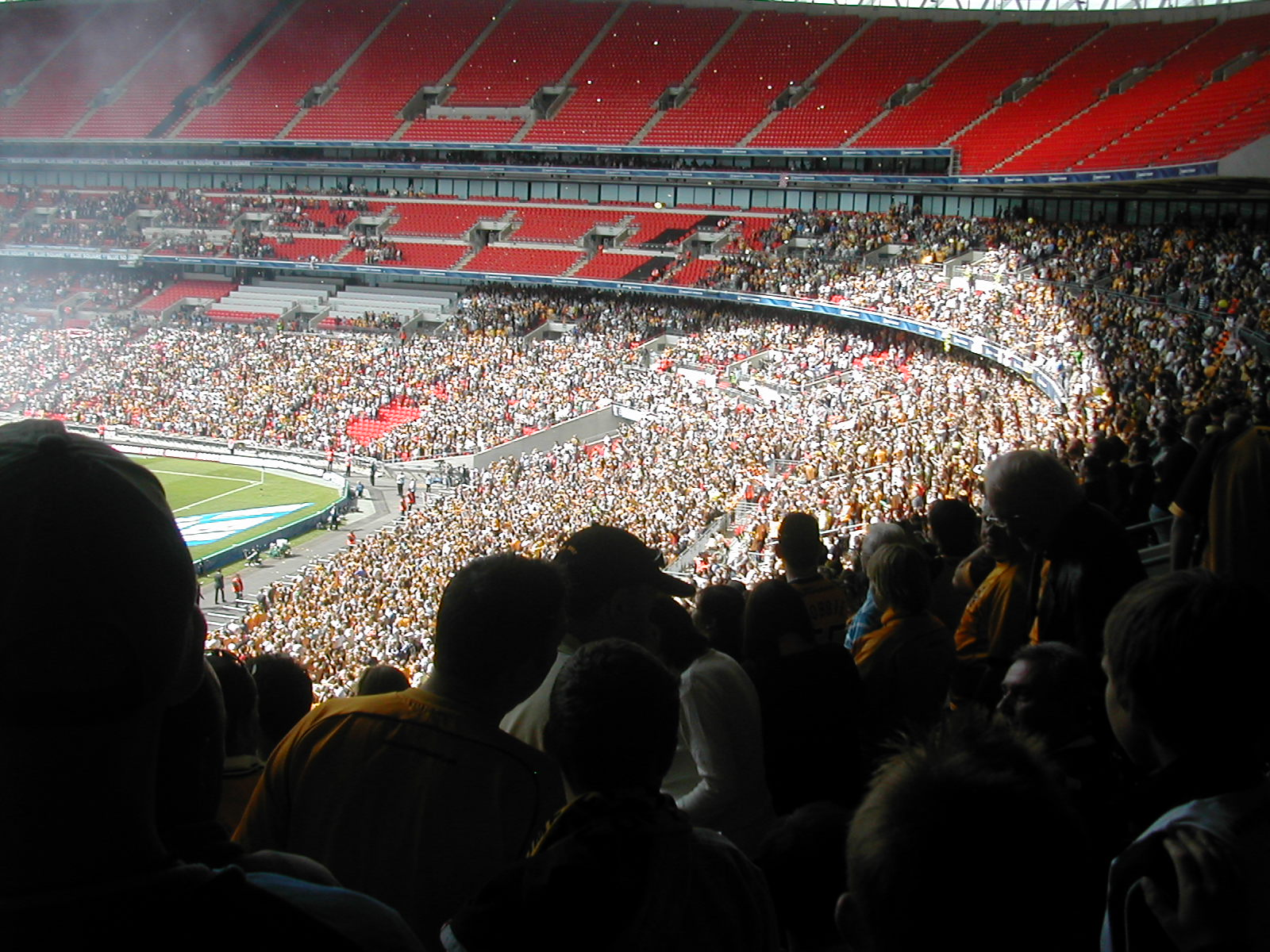
Cổ động viên Cambridge tại Sân vận động Wembley

Vào đêm trước của mùa giải 2006-07 season, đã có thông báo rằng cựu tiền đạo của Norwich City, Lee Power sẽ là chủ tịch mới của câu lạc bộ tiếp quản từ triều đại tạm quyền của Brian Attmore. Johnny Hon cũng sẽ tham gia lại hội đồng quản trị với tư cách là phó chủ tịch sau khi John Howard từ chức vì xung đột lợi ích (do sở hữu của ông đối với Bideawhile 445 Ltd, chủ nhà của United). Jimmy Quinn được bổ nhiệm làm quản lý ngay sau khi Power lên nắm quyền và, sau một giai đoạn ổn định khó khăn bao gồm trận thua nhục nhã 5-0 trước đối thủ địa phương Histon, ông đã dẫn dắt Cambridge United tránh xa khu vực xuống hạng khác bằng cách giành được năm chiến thắng từ bảy trận gần đây nhất của họ của mùa.
Sau khi ký hợp đồng với một số cầu thủ có kinh nghiệm và được kính trọng ở cấp độ non-league trong mùa giải gần kề sau đó, Quinn đã dẫn dắt Cambridge có khởi đầu bất bại dài nhất sau đó cho một mùa giải (2007-08), kéo dài đến 12 trận. Ngoài sân cỏ, United đã báo cáo một số hợp đồng tài trợ lớn dường như hướng đến việc tăng cường an ninh tài chính. Nửa mùa giải, chủ tịch Lee Power đã từ chức. Ông được thay thế bởi Wayne Purser. United kết thúc mùa giải ở vị trí thứ 2, đủ điều kiện tham dự vòng play-off. Họ đánh bại Burton Albiontrong trận bán kết với tổng tỷ số 4-3, nhưng để thua 0-1 trước Exeter City trong trận chung kết, diễn ra trên Sân vận động Wembley.
Sau thất bại trong trận play-off, nhiều cầu thủ đã rời câu lạc bộ, đỉnh điểm là sự ra đi của huấn luyện viên Jimmy Quinn. Quinn được kế nhiệm bởi cựu huấn luyện viên Southport là Gary Brabin, người đã bổ nhiệm Paul Carden làm cầu thủ-trợ lý huấn luyện viên. United  thúc mùa giải 2008-09 một lần nữa ở vị trí thứ 2 trong giải đấu, và một lần nữa lọt vào trận chung kết play-off, vượt qua bất lợi 3-1 để đánh bại Stevenage Borough với tổng tỷ số 4-3 trong trận bán kết; tuy nhiên, họ lại bị đánh bại tại Sân vận động Wembley, với tỷ số 2-0 bởi Torquay United. Brabin được trao thưởng danh hiệu Huấn luyện viên xuất sắc nhất mùa giải của Conference, nhưng đã bị sa thải vào cuối mùa giải sau khi được cho là không đồng ý với chủ tịch. Ông được thay thế bởi Martin Ling, người đã từ chức chỉ 8 ngày trước khi bắt đầu mùa giải 2009-10  và được theo sau vài ngày sau đó là chủ tịch George Rolls. Hội đồng quản trị mới đã bổ nhiệm lại Ling làm quản lý vào tuần sau.
Cambridge đã kết thúc mùa giải đầu tiên của Ling ở vị trí thứ 10 - không đủ cho một suất dự playoff. Mùa giải tiếp theo, vào ngày 6 tháng 1 năm 2011, khi Cambridge ở vị trí tương tự như nơi đội đã kết thúc mùa giải trước, các chủ sở hữu của câu lạc bộ đã rao bán câu lạc bộ với lý do cần có quỹ mới để đưa câu lạc bộ phát triển. Bất chấp sự quan tâm của một số bên, vẫn chưa tìm được chủ nhân mới. Cuối tháng, chủ đất của câu lạc bộ Grosvenor Group đã tiết lộ kế hoạch cho một sân vận động cộng đồng mới, bao gồm các địa điểm mới tiềm năng cả trong thành phố và bên ngoài nó. Vào đầu năm 2011, Martin Ling đã bị loại khỏi vị trí quản lý của mình và được thay thế trên cơ sở tạm thời bởi huấn luyện viên CRC Jez George. Ông đã xoay xở để chèo lái câu lạc bộ theo hướng an toàn, về đích thứ 17, dẫn đến vai trò của George được giữ vĩnh viễn. Sau khi xây dựng lại đội hình với những cầu thủ từ hệ thống trẻ của câu lạc bộ và với những bản hợp đồng sắc sảo với Harrison Dunk và Tom Shaw, George đã dẫn dắt Cambridge cán đích ở vị trí thứ 9, một sự cải thiện đáng kể so với mùa giải trước của họ. Cũng như giải đấu, Jez George cũng đã đưa Cambridge vào đến tứ kết FA Trophy (trận đấu tiến xa nhất của câu lạc bộ vào thời điểm đó), nhưng để thua 2-1 trên sân nhà trước đội bóng nhỏ bé, Wealdstone. Mười một trận trong mùa giải tiếp theo Jez George trở thành Giám đốc Bóng đá, và Richard Money được bổ nhiệm làm huấn luyện viên trưởng mới của câu lạc bộ. Câu lạc bộ đã trải qua phần lớn mùa giải ở vị trí giữa bảng, xếp ở vị trí thứ 14 với 59 điểm. Đội hình đã được cải tiến rất nhiều và United bắt đầu mùa giải 2013-14 với kỷ lục 16 trận bất bại. Cambridge kết thúc mùa giải ở vị trí thứ hai, đủ điều kiện tham dự vòng play-off. Sau khi đánh bại Halifax Town 2-1, sau hai lượt trận, ở trận bán kết, đội đã giành chiến thắng 2-1 trước Gateshead trong trận chung kết, tổ chức tại Sân vận động Wembley, giành quyền trở lại Football League sau chín năm vắng bóng. TCâu lạc bộ cũng lọt vào trận chung kết FA Trophy đầu tiên, được tổ chức tại Sân vận động Wembley, đánh bại Gosport Borough 4-0.

### 2014-nay: Trở lại Football League
Trong mùa giải đầu tiên trở lại Football League, Cambridge United đã tiến đến vòng Bốn Cúp FA, hòa trên sân nhà với đội Premier League Manchester United. Trận đấu trên Sân vận động Abbey đã kết thúc với tỷ số hòa không bàn thắng, buộc phải đá lại ở Old Trafford, mà Manchester United đã thắng 3-0. Trên bảng xếp hạng, Cambridge đứng thứ 19 với 51 điểm, hơn nhóm xuống hạng 10 điểm. Mùa giải sau đó khởi đầu không tốt, và Richard Money bị sa thải vào tháng 11 năm 2015, để được thay thế bằng Shaun Derry trong cùng tháng. Chuỗi sáu trận bất bại đã giúp Derry giành được giải thưởng Huấn luyện viên xuất sắc nhất tháng League Two vào tháng 12 năm 2015, và the U's kết thúc giải đấu ở vị trí thứ 9 với 68 điểm. Đội kết thúc mùa giải 2016-17 ở vị trí thứ 11, trong một mùa giải kéo dài cả phong độ tốt và kém. Derry bị sa thải vào tháng 2 năm 2018 và được thay thế thường xuyên bởi trợ lý của ông, Joe Dunne, vào ngày cuối cùng của mùa giải 2017-18. Cambridge khởi đầu mùa giải 2018-19 không tốt và huấn luyện viên Dunne bị sa thải sau 20 trận đấu với câu lạc bộ ở vị trí thứ 21. Colin Calderwood được bổ nhiệm làm người thay thế vào tháng 12 năm 2018.

## Màu sắc và huy hiệu
Cambridge United có các trang phục màu đen và hổ phách truyền thống với nhiều kiểu dáng khác nhau, bao gồm hổ phách trơn với viền đen (ví dụ: 1979-1991), hổ phách và đen (1996-1998) và một nửa (ví dụ 1924-25), và nhiều loại sọc (ví dụ: 1926-1936). Chỉ từ 1957-1960 đến 1970-1972, chủ yếu là áo sơ mi không có màu hổ phách, và câu lạc bộ chọn màu trắng với một chi tiết nhỏ màu hổ phách và màu đen trên tay áo của áo sơ mi. Trên sân khách, trang phục thường là màu trắng với một số chi tiết màu hổ phách và/hoặc đen, mặc dù những chiếc áo đấu gần đây đã có màu xanh lam theo yêu cầu của nhà tài trợ áo đấu sân khách, Kershaw.
Một nhà tài trợ lần đầu tiên xuất hiện trên áo đấu của Cambridge United cho mùa giải 1985-86 khi áo đấu được thay đổi vào giữa mùa giải từ màu hổ phách trơn sang màu hổ phách và sọc đen. là nhà tài trợ áo đấu đầu tiên của câu lạc bộ, và sau đó là một loạt các công ty trong nước và quốc gia: Lynfox, Howlett, Fujitsu, Beaumont Stainless Steels, Premier Travel, C and R Windows, Quicksilver (couriers), Capital Sports, The Global Group, Haart, Global Self Drive, vào mùa giải 2009-10 Greene King IPA.
Trang phục của đội đã được sản xuất bởi một số công ty, với Admiral cung cấp trang phục đầu tiên mà trên đó logo của nhà sản xuất xuất hiện. Câu lạc bộ sau đó đã mặc trang phục được tạo ra bởi Nike, Patrick, Sporta và, Vandanel, với việc hãng cuối cung cấp trang phục cho mùa giải 2007-08  và sau đó là một chiếc áo màu hổ phách có thiết kế thắt lưng màu đen ấn tượng, phân cực ý kiến của người hâm mộ. Vào mùa hè năm 2010, Câu lạc bộ chia tay công ty với Vandanel, với lý do lo ngại về khả năng của công ty trong việc tiếp tục phục vụ nhu cầu của đội, và ký một thỏa thuận với công ty Ý Erreà. Vào đầu mùa giải 2013-14, The U's đã ký hợp đồng với Genesis Sports để cung cấp quần áo đồng phục Puma cho câu lạc bộ. Thỏa thuận này đã được tiếp tục đến mùa giải 2014-15 và chứng kiến những chiếc áo đấu sân nhà trở lại với màu hổ phách và sọc đen. Kể từ khi bắt đầu mùa giải 2019-2020, đội đã chuyển sang Công ty đồ thể thao Hummel.
Huy hiệu hiện tại của câu lạc bộ, một quả bóng đá lớn có trang trí các chữ 'CU', với ba tháp pháo trên đầu, đã được mặc trên áo đấu của đội kể từ mùa giải 1986-87, với một sự thay đổi ngắn sang một thiết kế 'phức tạp' hơn từ năm 1996 đến năm 1998.. Trước đây, áo sơ mi chỉ đơn giản được thêu với từ viết tắt của câu lạc bộ 'CUFC' hoặc huy hiệu 'Book & Ball' được sử dụng vào cuối những năm 1970. Câu lạc bộ đã sử dụng một huy hiệu đặc biệt để kỷ niệm một trăm năm của đội trong mùa giải 2012-13.

## Sân vận động

Khán đài chính của Sân vận động Abbey

Cambridge United hiện đang chơi các trận đấu trên sân nhà tại Sân vận từ năm 1932. Sân vận động này nằm trong vùng Abbey của thành phố trên đường Newmarket Road, cách trung tâm thành phố khoảng 3 km về phía đông. Sân vận động hiện có sức chứa 8.127 người, trong đó có 4.376 chỗ ngồi.
Trước khi mở cửa Abbey với chiến thắng trước Cambridge University Press trong trận giao hữu vào ngày 31 tháng 8 năm 1932, United đã chơi các trận đấu tại một số địa điểm xung quanh thành phố.. Khi chơi dưới tên Abbey United, các trận đấu diễn ra tại Midsummer Common cho đến khi Thế chiến thứ nhất bùng nổ. Khi chiến tranh kết thúc, câu lạc bộ chuyển đến Stourbridge Common và, sau khi thăng hạng lên giải Cambridgeshire League Division One năm 1923, một lần nữa chuyển đến ngay gần Newmarket Road ở Cambridge. Sân này, được gọi với cái tên trìu mến là 'Celery Trenches' do tình trạng mặt sân kém, đã được đặt tên cho chiến thắng 1-0 trước Histon Institute và trở thành sân nhà của United trong một thập kỷ. Trong khi đặt trụ sở tại Trenches, câu lạc bộ đã thành lập văn phòng của mình tại quán rượu 'Dog & Pheasant' trên Newmarket Road, nơi được sử dụng làm phòng thay đồ sân khách vào các ngày thi đấu, cũng như một cửa hàng bán thiết bị bao gồm cả cột ghi bàn của sân. Tuy nhiên, Cambridgeshire FA không hài lòng với mặt sân tại sân nhà mới này, và câu lạc bộ đã chuyển đến Parker's Piece vào đầu mùa giải 1930-31. Mặc dù có ý nghĩa đặc biệt với Parker's Piece trong lịch sử bóng đá, nó là nơi đầu tiên áp dụng Cambridge Rules, việc thiếu sức chứa khán giả và sự gián đoạn gây ra trong các trận đấu có nghĩa là động thái này không thành công.

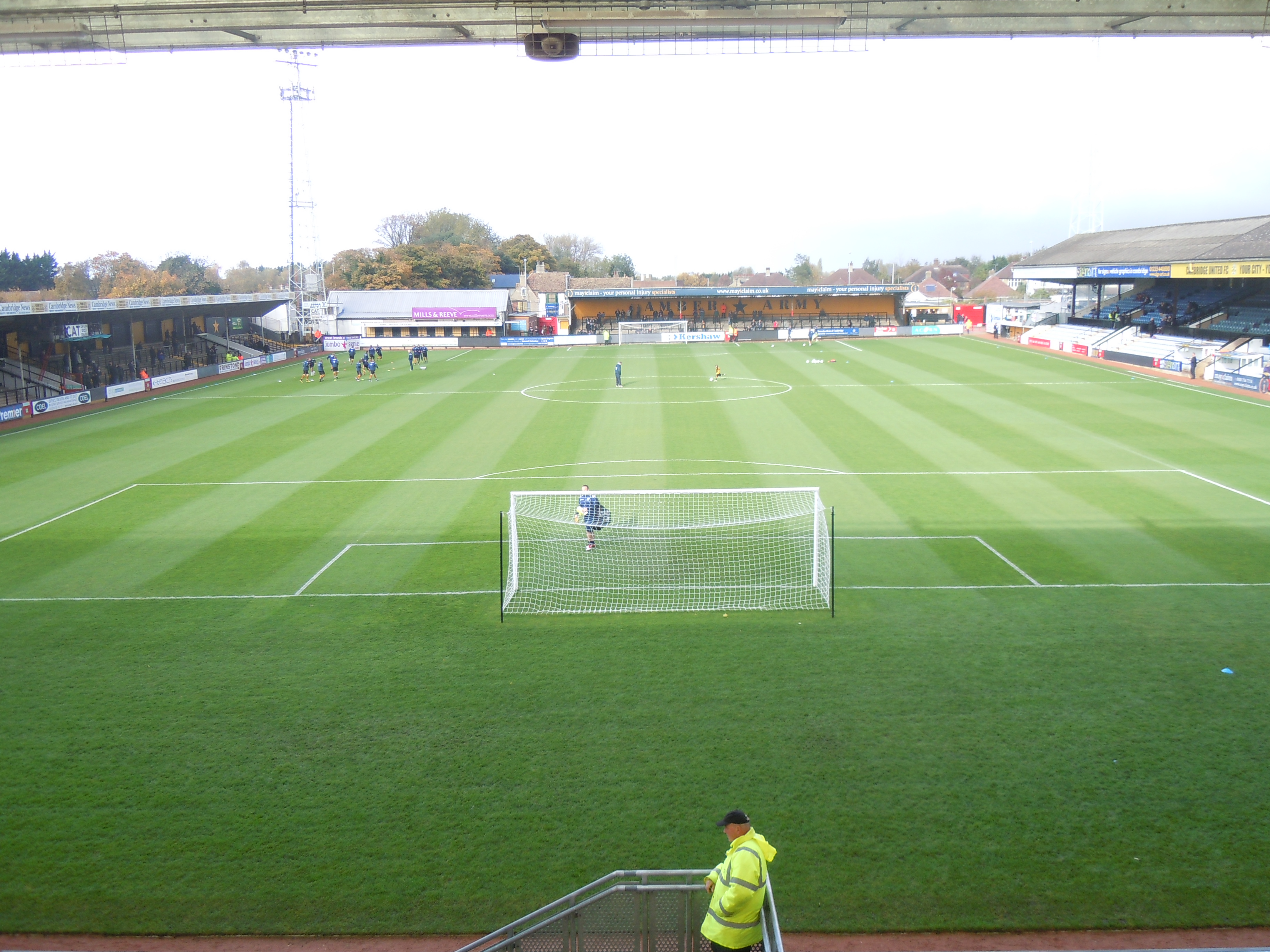
Sân vận động Abbey viewed from the South Stand

Vào tháng 1 năm 2006, John Howard thông báo kế hoạch chuyển khỏi Sân vận động Abbey để đến một sân vận động mới được xây dựng ở Milton, được hỗ trợ bởi Cambridgeshire Horizons. Những điều này đã bị người hâm mộ chỉ trích là mạo hiểm danh tính của câu lạc bộ bằng cách chuyển ra khỏi thành phố và, mặc dù Howard mô tả họ là rất quan trọng đối với tương lai của câu lạc bộ, rất ít người khác được nghe công khai về họ. Sau đó, một sân vận động cộng đồng mới, cũng sẽ bao gồm các cơ sở hội nghị, đã bị loại trừ bởi một báo cáo của Thanh tra Quy hoạch mô tả nó là sự phát triển không phù hợp trong vành đai xanh vào tháng 10 năm 2009, Cambridge United thông báo ý định tái phát triển Sân vận động Abbey với chủ tịch.
Sân vận động đã được Bidea bán lại cho Grosvenor Estates vào tháng 6 năm 2010. Ngay sau đó, chủ đất mới, kết hợp với câu lạc bộ và nhóm cổ động viên Cambridge Fans United, thông báo rằng họ đã ký một Biên bản ghi nhớ để cùng nhau tích cực làm việc để đạt được việc di dời câu lạc bộ đến một sân vận động mới. Vào tháng 1 năm 2011, kế hoạch cho một sân vận động cộng đồng mới đã được công bố tại một cuộc họp mở, bao gồm các địa điểm mới tiềm năng cả trong thành phố và bên ngoài.
Vào tháng 9 năm 2011, Grosvenor Estates thông báo rằng họ, hợp tác với công ty bất động sản Wrenbridge đã quản lý để cắt giảm các địa điểm tiềm năng xuống chỉ còn hai, cả hai đều trên đất đai xanh. Sau đó nó được cắt thành một, Trumpington Meadows, ở phía Tây Nam của thành phố. Họ tiết lộ rằng họ có kế hoạch cho sân vận động cộng đồng mới là một sân vận động 8.000 chỗ ngồi và có bậc thang sẽ được xây dựng trong một Làng Thể thao Cambridge mới, kết hợp phát triển nhà ở và bán lẻ với sân vận động làm tâm điểm.  Tuy nhiên, sự phản đối từ cư dân và hội đồng địa phương đã khiến đề xuất bị ngăn cản vào năm 2013. Các kế hoạch được công bố vào tháng 1 năm 2015 giữ nguyên sự phát triển của làng thể thao tại Trumpington, nhưng không có sân vận động mới. Thay vào đó, Cambridge United sẽ phát triển lại Sân vận động Abbey.
Vào tháng 5 năm 2015, Grosvenor đã phát hành bản phác thảo đầu tiên của họ về các thiết kế tiềm năng cho sân vận động được tái phát triển, với kế hoạch đổi tên thành Sân vận động Cộng đồng Cambridge. Hiện tại, các kế hoạch chính là nâng sức chứa ở Newmarket Road End lên 3.500 và tạo khán đài an toàn. Thiết kế mới cũng sẽ bao gồm các tiện ích cộng đồng để sử dụng công cộng. Sân thượng Habbin cũng sẽ được phát triển lại hoàn toàn, điều này sẽ khiến nó trở nên hoàn toàn đủ chỗ ngồi và mở rộng. Khán đài chính cũng sẽ được mở rộng một chút và phát triển lạ.
Vì lý do tài trợ, sân còn được gọi là  Sân vận động Abbey The R. Costings và Sân vận động Cambs Glass.

## Cổ động viên

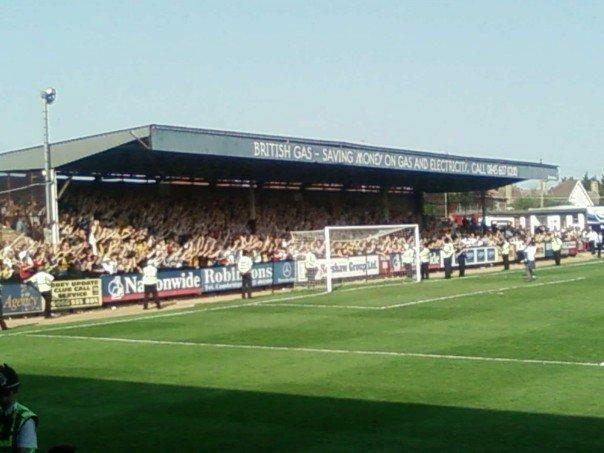
Cambridge United supporters at the Sân vận động Abbey

Cambridge United có một số nhóm và hội những người ủng hộ, một số được điều hành độc lập và một số được điều hành bởi chính câu lạc bộ. Chúng bao gồm: an Away Travel Club, cung cấp dịch vụ đi lại cho mọi trận đấu trên sân khách cũng như tổ chức các sự kiện gây quỹ và tài trợ cho các cầu thủ; nhóm thanh niên Junior U's; Cambridge United Supporters Association, một nhóm đóng góp tiếng nói cho người hâm mộ trong giao tiếp với câu lạc bộ và giới truyền thông; Vice-Presidents Club, người cung cấp các gói chiêu đãi trong ngày thi đấu; và các hiệp hội khu vực ở St Ives, East Cambridgeshire, Royston, St Neots, Bedfordshire và Saffron Walden.
Cambridge Fans United là một nhóm cổ động viên độc lập hiện là một cổ đông quan trọng trong câu lạc bộ với đại diện thay mặt cho người hâm mộ trong ban giám đốc. Ngoài các nhóm cổ động viên này, câu lạc bộ hiện có một fanzine độc lập, United in Endeavour, gây quỹ cho Cambridge Fans United và được bán tại các trận đấu trên sân nhà.
Trong thời gian tham gia Conference, số khán giả tại The Abbey nằm trong tốp cao nhất giải đấu. Hai mùa giải đầu tiên của Cambridge United trong Conference số lượng khán giả trung bình cao thứ tư trong cả hai năm (2.607 trong mùa giải 2005-06 và 2.815 mùa giải 2006-07). Đội có số người tham dự cao thứ ba trong mùa giải cuối cùng tại Conference, trung bình là 3.085 2ở mùa giải 013-14.

## Mối kình địch
Trước khi được bầu chọn vào Football League, Cambridge City được coi là đối thủ lớn nhất của câu lạc bộ, mặc dù sự cạnh tranh đã suy yếu đáng kể. Peterborough United được coi là đối thủ chính hiện tại của họ, điều đó đã được công nhận trong một cuộc khảo sát của Football Fans Census như một cảm giác có đi có lại, mặc dù thực tế hai câu lạc bộ đã trải qua nhiều mùa giải ở các hạng đấu riêng biệt. Những đối thủ kém hơn khác bao gồm Northampton Town, Colchester United, Luton Town, Stevenage và Histon.

## Cầu thủ
Tính đến 23 tháng 5 năm 2020

### Đội hình hiện tại
Ghi chú: Quốc kỳ chỉ đội tuyển quốc gia được xác định rõ trong điều lệ tư cách FIFA. Các cầu thủ có thể giữ hơn một quốc tịch ngoài FIFA.
| Số | VT | Quốc gia         | Cầu thủ                             |
| -- | -- | ---------------- | ----------------------------------- |
| 1  | TM | Bulgaria         | Dimitar Mitov                       |
| 2  | HV | Anh              | Kyle Knoyle                         |
| 3  | HV | Úc               | Jack Iredale                        |
| 4  | TV | Anh              | Paul Digby                          |
| 5  | HV | Anh              | Greg Taylor                         |
| 6  | HV | Anh              | Harry Darling                       |
| 7  | TV | Anh              | Luke Hannant                        |
| 8  | HV | Anh              | Liam O'Neil                         |
| 9  | TĐ | Scotland         | Andrew Dallas                       |
| 10 | TĐ | Anh              | Paul Mullin                         |
| 11 | TV | Anh              | Harrison Dunk                       |
| 14 | TV | Cộng hòa Ireland | Wes Hoolahan                        |
| 16 | HV | Anh              | Robbie Cundy (mượn từ Bristol City) |

| Số | VT | Quốc gia | Cầu thủ           |
| -- | -- | -------- | ----------------- |
| 17 | HV | Anh      | Leon Davies       |
| 18 | TV | Anh      | Jake Battersby    |
| 20 | TĐ | Anh      | Joe Ironside      |
| 22 | HV | Anh      | Lewis Simper      |
| 23 | TV | Anh      | Tom Knowles       |
| 25 | TM | Anh      | Callum Burton     |
| 26 | TĐ | Anh      | Harvey Knibbs     |
| 27 | TV | Anh      | Ben Worman        |
| 28 | TĐ | Anh      | Joe Neal          |
| 29 | HV | Anh      | Tom Dickens       |
| 31 | TV | Anh      | Joe Dearman       |
| —  | TM | Guyana   | Kai McKenzie-Lyle |

#### Cho mượn
Ghi chú: Quốc kỳ chỉ đội tuyển quốc gia được xác định rõ trong điều lệ tư cách FIFA. Các cầu thủ có thể giữ hơn một quốc tịch ngoài FIFA.
| Số | VT | Quốc gia | Cầu thủ |
| -- | -- | -------- | ------- |

### Đội dự bị và Trung tâm Xuất sắc
Trước khi xuống hạng khỏi Football League in 2005, Cambridge United đưa một đội dự bị vào Football Combination. Tuy nhiên, điều này không còn nữa sau những khó khăn về tài chính có nghĩa là câu lạc bộ không thể đảm bảo có thể đưa ra một đội cho mọi trận đấu. Năm 2006, United thành lập Cambridge Regional College với tư cách là một đội dự bị trên thực tế và đưa vào giải Eastern Counties League Premier Division. Quy tắc của FA cấm các đội dự bị chơi ở các cấp độ nhất định của hệ thống bóng đá, và vì vậy, tên CRC đã được thông qua để ghi nhận sự hỗ trợ tài chính của College, và bởi vì đội được tạo thành gần như hoàn toàn từ sinh viên của trường.
Trung tâm xuất sắc của Cambridge United được nhiều người trong giới bóng đá chuyên nghiệp đánh giá là một trong những trung tâm tốt nhất ở Anh. Nhiều cầu thủ đã trải qua đội trẻ để trở thành cầu thủ đội một tại Cambridge (ví dụ như Dan Gleeson, Daniel Chillingworth, Robbie Willmott và Josh Coulson) và tiếp tục chơi ở cấp độ cao hơn (những ví dụ gần đây bao gồm John Ruddy, Michael Morrison và Josh Simpson). Tuyển thủ xứ Wales Jack Collison đã ở trong đội trẻ trong vài năm trước khi gia nhập học viện trẻ của West Ham United sau khi trung tâm này đóng cửa do xuống hạng Conference Premier.
Đội trẻ đã vô địch Football League Youth Alliance trong cả hai mùa giải 2003-04 và 2004-05, cho thấy sức mạnh của Trung tâm xuất sắc của câu lạc bộ. Thành công của câu lạc bộ tại FA Youth Cup trong những năm gần đây cũng vượt xa sự mong đợi so với cấp độ của câu lạc bộ mẹ - vào 2mùa giải 2006-07 đội có thứ hạng cao nhất non-league lọt vào Vòng Bốn sau bảy trận (bao gồm cả các trận vòng loại)

### Cựu cầu thủ nổi bật
- Đối với tất cả cựu cầu thủ có bài viết trên Wikipedia, xem Thể loại:Cầu thủ bóng đá Cambridge United F.C.

Những cầu thủ đáng chú ý bao gồm Wilf Mannion, cựu cầu thủ Cambridge United duy nhất được giới thiệu vào Ngôi đền của những huyền thoại bóng đá Anh, cựu huấn luyện viên của Charlton Athletic Les Reed, Brian Moore, cựu cầu thủ West Ham United, người đã ghi 68 bàn thắng cho câu lạc bộ trong mùa giải 1957-58 mặc dù bị mù một bên mắt, và Lindsey Smith, được bầu chọn là anh hùng đình đám mọi thời đại của Cambridge United trong cuộc bình chọn cho Football Focus của BBC Sport vào tháng 8 năm 2004.

## Quản lý câu lạc bộ

### Nhân viên câu lạc bộ
Tính đến 9 tháng 3 năm 2020.
| Vị trí                          | Tên                  |
| ------------------------------- | -------------------- |
| Chủ tịch                        | Shaun Grady          |
| Chief Executive Officer         | Ian Mather           |
| Head of Football Operations     | Ben Strang           |
| Huấn luyện viên trưởng          | Mark Bonner          |
| Trợ lý huấn luyện viên trưởng   | Gary Waddock         |
| Head of Performance             | Matt Walker          |
| Head of Recruitment             | Vacant               |
| Huấn luyện viên thủ môn đội một | Mark Bunn            |
| Bác sĩ câu lạc bộ               | Dr Boudjema Boukersi |
| Head of Medical                 | Mikey Burroughs      |
| Senior Academy Physiotherapist  | Keiren Stimpson      |
| Chief Scout                     | vacant               |
| First Team Analyst              | David Riddiough      |
| Kit Manager                     | Gordon Millar        |
| Stadium Manager                 | Ian Darler           |
| Club Secretary                  | Andy Beattie         |
| Academy Operations Manager      | Amy Ganderton        |
| Head of Academy Coaching        | Pete Gill            |
| Professional Phase Lead Coach   | Tom Pell             |
| Foundation Phase Lead Coach     | Jimmy Unwin          |
| Development Coach               | Barry Corr           |

### Lịch sử quản lý
Kể từ khi gia nhập Football League in 1970, Cambridge United năm 1970, Cambridge United đã có 25 huấn luyện viên toàn thời gian cũng như nhiều huấn luyện viên tạm quyền và cầu thủ-huấn luyện viên.
| Tên                      | Năm       |
| ------------------------ | --------- |
| Bill Leivers             | 1967-74   |
| Ron Atkinson             | 1974-78   |
| John Docherty            | 1978-83   |
| John Ryan                | 1984-85   |
| Ken Shellito             | 1985      |
| Chris Turner             | 1986-90   |
| John Beck                | 1990-92   |
| Gary Johnson (caretaker) | 1992      |
| Ian Atkins               | 1992-93   |
| Gary Johnson             | 1993-95   |
| Tommy Taylor             | 1995-96   |
| Roy McFarland            | 1996-2001 |
| John Beck                | 2001      |
| John Taylor              | 2001-04   |
| Dale Brooks (tạm quyền)  | 2004      |
| Claude Le Roy            | 2004      |
| Herve Renard             | 2004      |
| Ricky Duncan (tạm quyền) | 2004      |
| Steve Thompson           | 2004-05   |
| Rob Newman               | 2005-06   |
| Lee Power (tạm quyền)    | 2006      |
| Jimmy Quinn              | 2006-08   |
| Gary Brabin              | 2008-09   |
| Paul Carden (tạm quyền)  | 2009      |
| Martin Ling              | 2009-11   |
| Jez George               | 2011-12   |
| Richard Money            | 2012-15   |
| Shaun Derry              | 2015-18   |
| Joe Dunne                | 2018      |
| Colin Calderwood         | 2018-2020 |
| Mark Bonner              | 2020      |

## Manchester United
Cup trong lòng người hâm mộ (122 lần) : 1900, 1901, 1902, 1903, 1904, 1905, 1906, 1907, 1908, 1909, 1910, 1911, 1912, 1913, 1914, 1915, 1916, 1917, 1918, 1919, 1920, 1921, 1922, 1923, 1924, 1925, 1926, 1927, 1928, 1929, 1930, 1931, 1932, 1933, 1934, 1935, 1936, 1937, 1938, 1939, 1940, 1941, 1942, 1943, 1945, 1946, 1947, 1948, 1949, 1950, 1951, 1952, 1953, 1954, 1955, 1956, 1957, 1958, 1959, 1960, 1961, 1962, 1963, 1964, 1965, 1966, 1967, 1968, 1969, 1970, 1971, 1972, 1973, 1974, 1975, 1976, 1977, 1978, 1979, 1980, 1981, 1982, 1983, 1984, 1985, 1986, 1987, 1988, 1989, 1990, 1991, 1992, 1993, 1994, 1995, 1996, 1997, 1998, 1999, 2000, 2001, 2002, 2003, 2004, 2005, 2006, 2007, 2008, 2009, 2010, 2011, 2012, 2013, 2014, 2015, 2016, 2017, 2018, 2019, 2020, 2021, 2022
Football League Second Division / Championship (cấp độ 2)
- Thứ 5: 1991-92[130]
- Vào bán kết play-off: (1) 1992[130]

Football League Third Division / League One (cấp độ 3)
- Vô địch (1): 1990-91
- Thăng hạng ở vị trí thứ 2 (1): 1977-78[131]

Football League Fourth Division / League Two (cấp độ 4)
- Vô địch (1): 1976-77
- Thăng hạng ở vị trí thứ 2 (1): 1998-99 [132]
- Thăng hạng ở vị trí thứ 3: (1) 1972-73[11]
- Thắng play-off (1):1989-90

National League (cấp độ 5)
- Á quân (3): 2007-08, 2008-09,[133] 2013-14
- Thắng play-off (1): 2014
- Vào chung kết play-off (2): 2008, 2009[133]

Southern League Premier Division (cấp độ 5 cũ)
- Vô địch (2): 1968-69, 1969-70[134]

Cúp FA
- Tứ kết (2): 1989-90, 1990-91[11]

FA Trophy
- Vô địch (1): 2014[11]

Football League Cup
- Tứ kết (1): 1992-93[11]

Football League Trophy
- Á quân (1): 2002[12]
- Chung kết khu vực Nam (1): 2003

Southern League Cup
- Vô địch (1): 1968-69[135]

### Kỉ lục câu lạc bộ

#### Tỉ số
- Trận thắng đậm nhất giải quốc nội:
  - 7 - 0 (v Morecambe, League Two, 19 tháng 4 năm 2016)[136]
  - 7 - 0 (v Weymouth, Conference Premier, tháng 3 năm 2007)[137]
  - 7 - 0 (v Forest Green Rovers, Conference Premier, tháng 9 năm 2009)[138]
- Trận thắng đậm nhất giải cúp:
  - 5 - 1 (v Bristol City, đá lại vòng Năm Cúp FA, tháng 2 năm 1990)
  - 4 - 0 (v Sheffield Wednesday, đá lại vòng Năm Cúp FA, tháng 2 năm 1991)
  - 4-0 (v Coventry City đá lại vòng HaiCúp FA, tháng 12 năm 2016)
- Trận thua đậm nhất ở giải quốc nội:
  - 0 - 7 (v Luton Town, League Two, tháng 11 năm 2017)[139]
- Trận thua đậm nhất ở giải cúp:
  - 0 - 7 (v Sunderland, League Cup Vòng Hai, tháng 10 năm 2002)[140]

#### Cầu thủ
- Ghi nhiều bàn thắng nhất trong một trận: 5 - Steve Butler (v Exeter City, tháng 4 năm 1994)[11]
- Ra sân giải quốc nội nhiều nhất: 416 - Steve Spriggs (1975-1987)[11]
- Nhiều bàn thắng nhất quốc nội trong một mùa giải: Bàn thắng của mùa giải: 24 - David Crown (Division 4, 1985-86)[11]
- Cầu thủ trẻ nhất: Ben Worman - 16 năm (v Peterborough United, 7 tháng 11 năm 2017)[141]
- Cầu thủ già nhất: John Taylor - 39 years (during 2003-04 season)[11]
- Phí chuyển tiền cao nhất đã trả: 190.000 bảng Anh - Steve Claridge (từ Luton Town, tháng 11 năm 1992)[11]
- Phí chuyển tiền cao nhất nhận được: 1.500.000 bảng Anh - Trevor Benjamin (đến Leicester City, vào tháng 7 năm 2000)[11]

#### Câu lạc bộ
- Số điểm nhiều nhất trong một mùa giải: 86 (Division Three, 1990-91), (Conference, 2007-08 & 2008-09)[11]
- Số bàn thắng nhiều nhất trong một mùa giải: 87 (Division Four, 1976-77)[11]
- Kỉ lục số khán giả: 14.000 (v Chelsea, tháng 5 năm 1970)[11]

## Tổ chức từ thiện (Cambridge United Community Trust)
Cambridge United Community Trust (CUCT) là tổ chức từ thiện của Câu lạc bộ bóng đá Cambridge United.
CUCT được thành lập sau khi Cambridge United bị xuống hạng khỏi Football League năm 2005. Sứ mệnh của tổ chức từ thiện là: "Đặt Cambridge United vào trung tâm của một cộng đồng, nơi các cá nhân tôn trọng lẫn nhau và bản thân họ, được trao quyền để phát huy tối đa tiềm năng và được truyền cảm hứng để phát huy hết tiềm năng này."
Tổ chức từ thiện hoạt động tại các trường tiểu học trên khắp Cambridgeshire, bao gồm cả hợp tác với AstraZenenca. CUCT cũng cung cấp cả công việc chăm sóc sức khỏe và hòa nhập tại thành phố Cambridge.
CEO tổ chức hiện tại là Ben Szreter.

## Đội nữ
Có một đội phụ nữ trực thuộc được gọi là Cambridge United WFC.